# Równo (województwo zachodniopomorskie)
Równo – wieś w Polsce, w województwie zachodniopomorskim, w powiecie myśliborskim, w gminie Barlinek, na północnym skraju gminy, 8 km na północ-północny zachód od Barlinka.
Wieś w dolinie Płoni, wzmiankowana już w 1278. Po 1290 wymieniona jako własność cysterek z Pełczyc.
We wsi ruiny kościoła z granitowych ciosów z XVIII w., zespół dworski z lat 30. XIX w. (dwór, budynek gospodarczy z zegarem słonecznym, park krajobrazowy o powierzchni 1,3 ha).
W miejscowości działalność prowadzi placówka Kościoła Ewangelicznych Chrześcijan w RP podległa zborowi „Betel” w Szczecinie. Dysponuje ona własną kaplicą zlokalizowaną w budynku pod adresem Równo 6.
Węzeł szlaków turystycznych:
- do Barlinka
- Szlak Rowerowy Barlinecki do Przelewic.

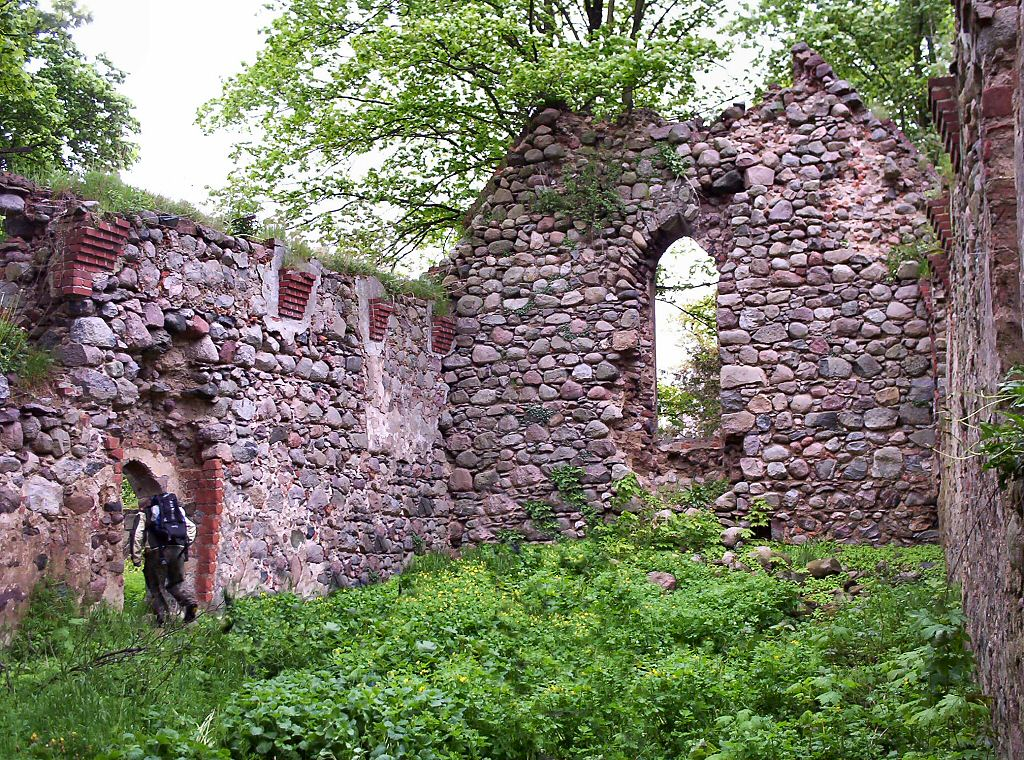
Ruiny kościoła
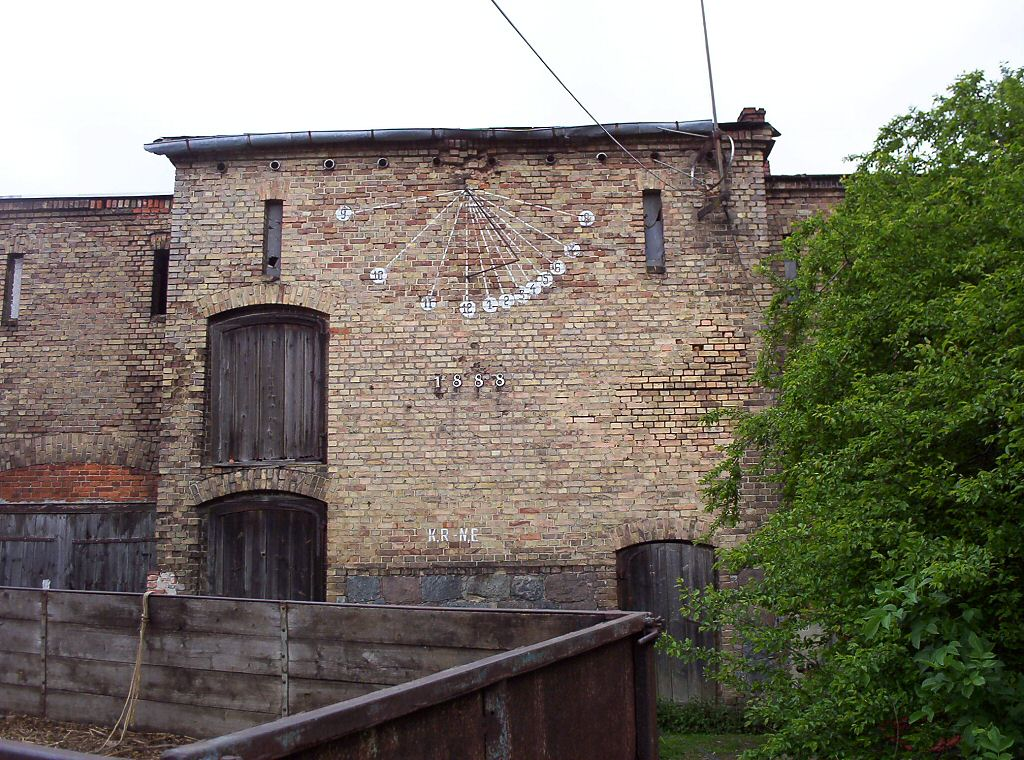
Zegar słoneczny
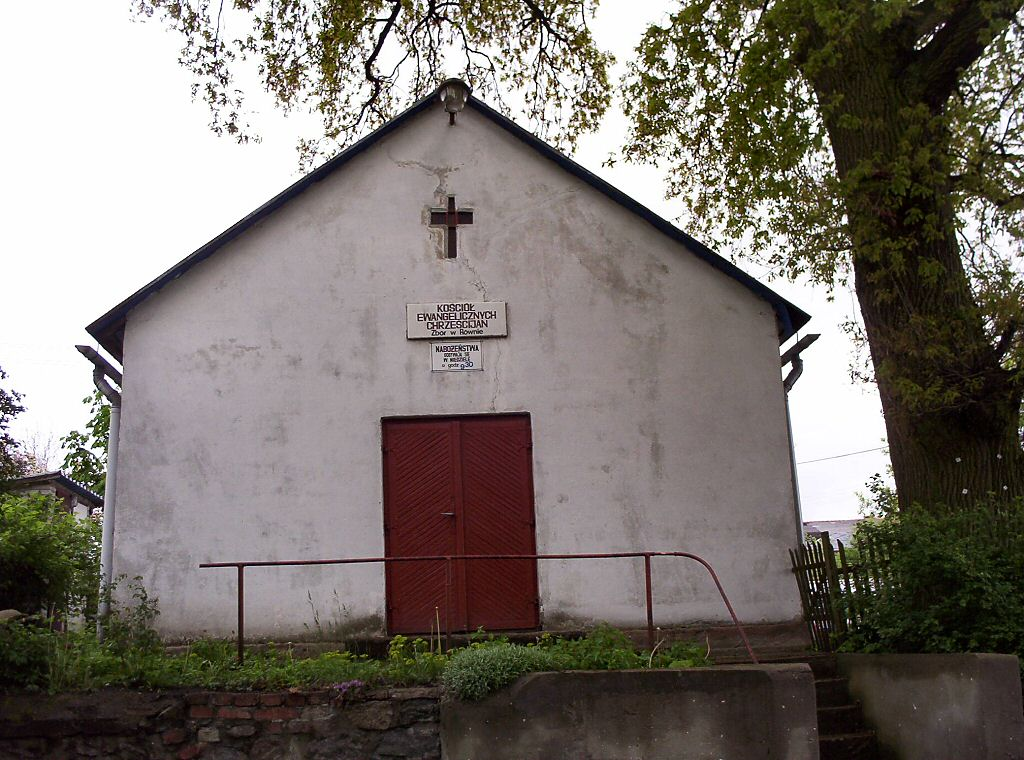
Kaplica Kościoła Ewangelicznych Chrześcijan

W latach 1975–1998 miejscowość położona była w województwie gorzowskim.
0,5 km na wschód rezerwat przyrody „Skalisty Jar Libberta”.